# Boyacá
Boyacá je departement v centrální části Kolumbie. Nachází se v horské oblasti Východních Kordiller, v největších nadmořských výškách se rozprostírá altiplano (náhorní plošina, roste zde flóra biotopu páramo). Západním cípem protéká řeka Magdalena. Metropolí departementu je Tunja. Mezi hlavní ekonomickou činnost patří zemědělství, pastevectví, těžba nerostů a hutní průmysl, obchod a turismus.
Boyacá je známa jako „Země Svobody“, neboť zde dne 7. srpna 1819 vyhrála Kolumbie bitvu u Boyacá, což byl zlomový bod ve válce za nezávislost proti Španělsku (1810–1819). V letech 1857–1886 tvořilo území dnešního departmentu součást stejnojmenného spolkového státu tehdejší Granandské konfederace a následně i federativních Spojených států kolumbijských.